# FK Pobeda Valandovo
FK Pobeda Valandovo (makedonski: ФК Победа Валандово) nogometni je klub iz Valandova, Sjeverna Makedonija.

U sezoni 2023./24. osvojio je 4. MFL Valandovo i promoviran je u 3. MFL Istok.

## O klubu
Prvu nogometnu loptu u Valandovo donijeli su braća Ilija i Nikola Kistadinov 1922. godine. Prva momčad zvala se Belasica, a 1924. godine promijenila je ime u Pobeda. Međutim, do 1948. klub je nekoliko puta mijenjao ime: Golaš, Makedonija, Proleter, da bi 1948. ponovo dobio ime Pobeda.

Nakon neuspješnih kvalifikacija za ulazak u ligu Makedonije, 1966. protiv skopskog Industrijaleca i 1967. protiv Ljubotena, Pobeda je konačno prvi put postala članica makedonske lige 1976./77. kada je postigla najveći uspjeh zauzevši drugo mjesto. U sezonama 1979. i 1981. Pobeda je bila peta, ali je 1984. zbog financijskih problema odustala od makedonskog prvenstva.

Zbog nogometne vlasti na čelu s tadašnjim predsjednikom Ljubisavom Ivanovim Pobeda kao prvak 2. MFL 1994./95. nije izborila promociju zbog namještenog rezultata s Bregalnicom u Delčevu. Tek kasnije sudac Divitarov iz Bitolja priznao je da je izjavu o navodnoj "smicalici" u prijavi napisao po nalogu nogometnih sila i javno se ispričao navijačima Pobede. No, isprike su stigle kasno, četiri godine se nogomet nije igrao na stadionu Valandovo, Pobeda više nije htjela igrati u 2. MFL, nisu igrali ni u Bregalničkom kraju.

Tek 2002. godine klub se reaktivirao i izborio ulazak u Drugu ligu – Istok, ali tada se umiješala lokalna politika, a Pobeda je napustila prvenstvo.

## Vanjske poveznice
- Stranica kluba na macedonianfootball.com